# Semyduby (Dubno)
Semyduby (ukrainisch Семидуби; russisch Семидубы Semiduby, polnisch Semiduby, Semiduby Czeskie) ist ein Dorf in der Westukraine etwa 9 Kilometer südöstlich des Rajonshauptortes Dubno und 43 Kilometer südwestlich der Oblasthauptstadt Riwne gelegen.

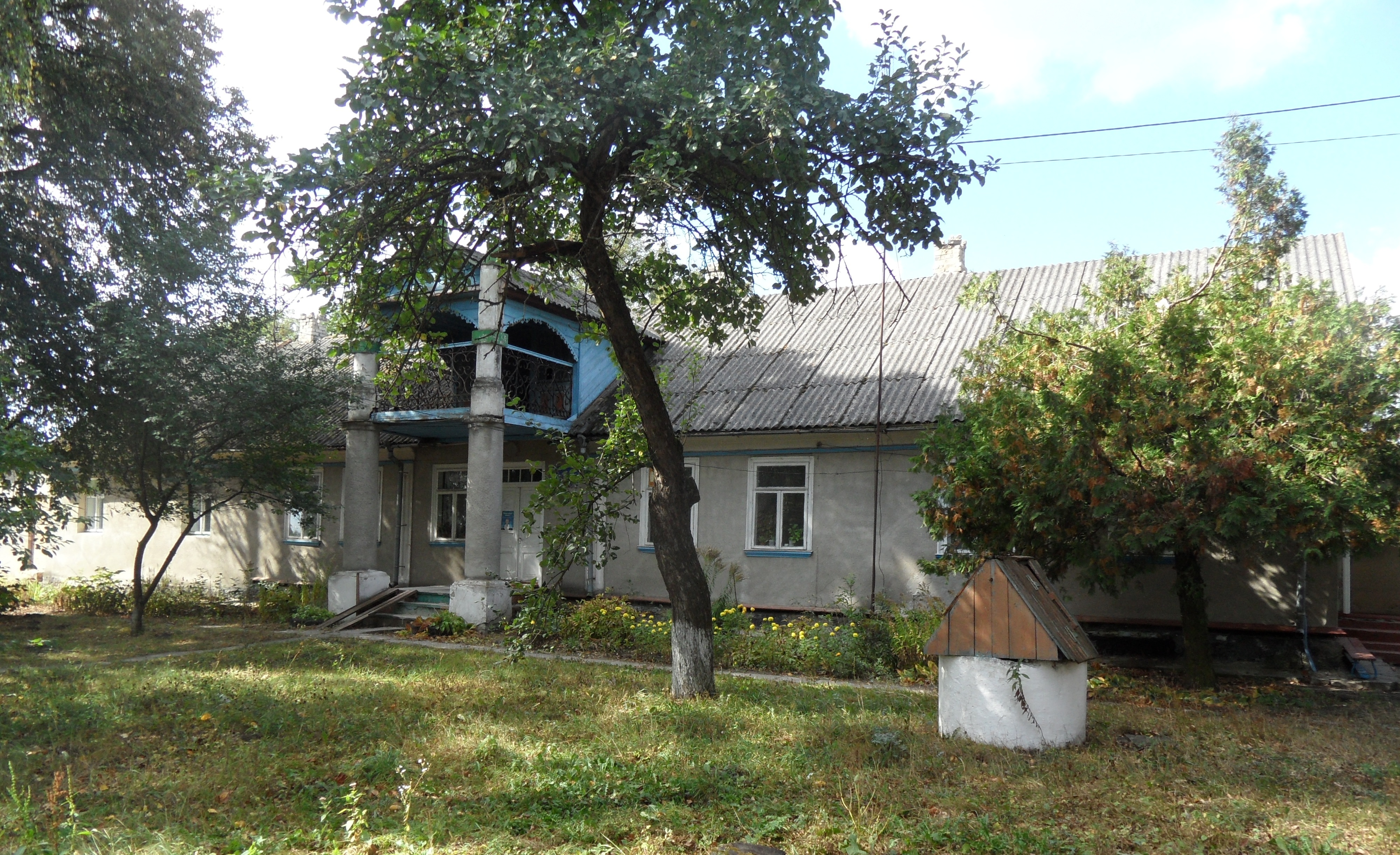
Ehemaliger Landsitz im Ort

Die im Ort ansässige tschechischsprachige Bevölkerung (siehe Wolhynientschechen) wurde nach dem Zweiten Weltkrieg großteils ausgesiedelt, heute wird der Ort von Ukrainern bewohnt.

## Geschichte
Der Ort wird 1559 zum ersten Mal schriftlich erwähnt und gehörte dann bis 1793 in der Woiwodschaft Wolhynien zur Adelsrepublik Polen-Litauen. Mit den Teilungen Polens fiel der Ort an das spätere Russische Reich und lag bis zum Ende des Ersten Weltkriegs im Gouvernement Wolhynien.
Nach dem Ersten Weltkrieg kam der Ort zu Polen (als Hauptort der Gmina Sudobicze in die Woiwodschaft Wolhynien, Powiat Dubno), im Zweiten Weltkrieg wurde er zwischen 1939 und 1941 von der Sowjetunion besetzt. Nach dem Überfall auf die Sowjetunion im Juni 1941 wurde er dann bis 1944 von Deutschland besetzt, dieses gliederte den Ort in das Reichskommissariat Ukraine in den Generalbezirk Brest-Litowsk/Wolhynien-Podolien, Kreisgebiet Dubno.
Nach dem Krieg wurde der Ort der Sowjetunion zugeschlagen. Dort kam das Dorf zur Ukrainischen SSR und seit 1991 ist sie ein Teil der heutigen Ukraine.

## Gemeinde
Am 12. Juni 2020 wurde das Dorf zum Zentrum der neugegründeten Landgemeinde Semyduby (Семидубська сільська громада Semydubska silska hromada). Zu dieser zählen noch die 16 in der untenstehenden Tabelle aufgelistetenen Dörfer, bis dahin bildete es zusammen mit den Dörfern Dowhe Pole, Hrjadky, Iwanynytschi, Saluschschja und Trostjanez die Landratsgemeinde Semyduby (Семидубська сільська рада/Semydubska silska rada) im Zentrum des Rajons Dubno.
Folgende Orte sind neben dem Hauptort Semyduby Teil der Gemeinde:
| Name                     | Name       | Name                       | Name             | Name |
| ukrainisch transkribiert | ukrainisch | russisch                   | polnisch         |      |
| ------------------------ | ---------- | -------------------------- | ---------------- | ---- |
| Bondari                  | Бондарі    | Бондари                    | Bondary          |      |
| Dowhe Pole               | Довге Поле | Долгое Поле (Dolgoje Pole) | Długie Pole      |      |
| Hirnyky                  | Гірники    | Горники (Gorniki)          | Górniki          |      |
| Hrjadky                  | Грядки     | Грядки (Grjadki)           | Hradki           |      |
| Iwanynytschi             | Іваниничі  | Иваниничи (Iwaninitschi)   | Iwanicze         |      |
| Jassyniwka               | Ясинівка   | Ясеновка (Jassenowka)      | Jasinówka        |      |
| Klipez                   | Кліпець    | Клипец                     | Klipiec          |      |
| Klynzi                   | Клинці     | Клинцы (Klinzy)            | Wolica Zbytyńska |      |
| Majdan                   | Майдан     | Майдан (Maidan)            | Majdan           |      |
| Nahorjany                | Нагоряни   | Нагоряны (Nagorjany)       | Nahorany         |      |
| Saluschschja             | Залужжя    | Залужье (Saluschje)        | Załuże           |      |
| Sbytyn                   | Збитин     | Збытин (Sbytin)            | Zbytyń           |      |
| Sdowbyzja                | Здовбиця   | Здолбица (Sdolbiza)        | Zdołbica         |      |
| Slynez                   | Злинець    | Злынец                     | Zliniec, Zlińce  |      |
| Sosniwka                 | Соснівка   | Сосновка (Sosnowka)        | Obhów            |      |
| Trostjanez               | Тростянець | Тростянец                  | Trościaniec      |      |